# Sonja Vrščaj
Sonja Vrščaj, slovenska partizanka, družbenopolitična delavka in taboriščnica, * 9. december 1925, Šepulje na Krasu, † 15. november 2021.

## Življenje
Sonja Vrščaj se je rodila 9. decembra 1925 kot Sonja Zabric v Šepuljah na Krasu (takrat Kraljevina Italija). Bila je prvorojenka, kasneje sta se družini pridružila še dva brata. Zaradi javnega izkazovanja narodne zavednosti je bila družina ves čas podvržena pritiskom italijanske raznarodovalne politike in fašističnega nasilja. Tekom druge svetovne vojne se je celotna družina priključila množičnemu uporu na Krasu in kasneje Osvobodilni fronti. Leta 1943, ob kapitulaciji Italije, je Vrščajeva prevzela vodenje tajništva okrožnega odbora OF. Leto kasneje jo je med reševanjem arhiva odporniškega gibanja ujela nemška vojska in jo zaprla v tržaški zapor Coroneo, od tam je bila poslana v Koncentracijsko taborišče Auschwitz, kjer je bila vpisana pod številko 82396. V taborišču je bila internirana vse do prihoda zavezniških sil leta 1945.
Od leta 1988 je bila dejavna članica Zveze združenj borcev za vrednote NOB, kjer organizirala srečanja primorskih taboriščnic, o katerih je napisala tudi brošuro. Bila je dolgoletna predsednica taboriščnega odbora Auschwitz in pobudnica postavitve slovenske spominske plošče v Koncentracijskem taborišču Auschwitz-Birkenau.
V zadnjih letih je pogosto obiskovala srednje šole, kjer je dijakom predavala o holokavstu. Bila je tudi pobudnica treh ekskurzij slovenskih dijakov v Koncentracijsko taborišče Auschwitz-Birkenau, kjer je mladim razlagala o življenju in trpljenju taboriščnikov. Bila je prejemnica Zlate plakete ZZB in Listine ZZB, najvišjega priznanja ZZB.
V začetku leta 2021 je v intervjuju za časopis Delo povedala, da je grozote taborišča preživela zaradi solidarnosti ostalih Slovenk in zaradi prepričanja, da se bo pekel enkrat končal. Poudarila je, da jih je vodila ljubezen do slovenske domovine, naroda in jezika in ob tem izrazila stališče, da gre za vrednote, ki bi se jih morali Slovenci še posebej dobro zavedati.